# JibJab
Jibjab.com är en webbplats som mest är känd för animerade videor med satir över politik i USA.
Jibjab har refererats i många etablerade massmedier både i USA  och andra länder.